# Kyiv-Basket
Il Kyiv-Basket è una società cestistica, avente sede a Kiev, in Ucraina. Venne fondata nel 1992 e poi rifondata nel 2017, gioca nel campionato ucraino.

## Storia
Il club fu fondato nel 1992 come Maccabi-Dandy (in ucraino: Маккабі-Денді) dal politico e imprenditore Mykhailo Brodskyy. Tuttavia nel 1998, la squadra cessò di esistere a causa di problemi finanziari.
Nel novembre del 2017, il club fu ristabilito.